# 伊藤ハチ
伊藤 ハチ（いとう ハチ、7月14日 - ）は、日本の漫画家、同人作家。女性。代表作は『小百合さんの妹は天使』、『月が綺麗ですね』、『ご主人様と獣耳の少女メル』。

## 来歴

### 漫画家デビュー前
芸術大学で日本画を専攻。卒業後は、アニメ制作会社の背景部門で働いていた。
同人作家としては、2007年よりサークル「はちしろ」で活動を開始。任天堂のゲームやムーミンの二次創作を発表していた。

### 漫画家デビュー後
2012年8月、『まんがタイムスペシャル』（芳文社）ゲスト掲載の『でりしゃすガールズ!』で漫画家としてデビュー。『先生のすみか』で、連載デビューを果たす。
2013年12月、百合作品の発表を開始。同人作家としては、2014年から百合作品中心の活動を行っている。
2014年7月、商業誌としては初となる百合作品『小百合さんの妹は天使』が『月刊コミックフラッパー』（KADOKAWA）で連載開始。2014年8月号から2016年7月号まで連載された。
2015年7月、『月が綺麗ですね』が『コミック百合姫』（一迅社）で連載開始。2015年9月号から2020年1月号まで連載された。
第3巻は、ドラマCD付きの特装版が発売された。
2016年6月、『ご主人様と獣耳の少女メル』が『@vitamin』（KADOKAWA）で連載開始。2018年3月まで連載された。『ご主人様と獣耳の少女メル』の原作である、同人作品『ご主人様とわたし』シリーズは連載終了後も新作が発行されている。
2016年から、『エクレア あなたに響く百合アンソロジー』、『パルフェ おねロリ百合アンソロジー』、『百合ドリル』、『シロップ 百合アンソロジー』などの百合アンソロジーで読み切り作品の発表を行っている。
百合をテーマとした大規模フェア『百合展』には、2016年から毎年参加している。
2018年より『近所のやさしいお姉さん』、2021年より『魔女と使い魔』の発表を開始。自身のTwitterや同人誌で作品を発表している。
2023年、『webアクション』（双葉社）にて、野狐と白狐の夫婦の百合を描いた『いなりの結婚』の連載を開始。

## 人物・作風
繊細で美麗なタッチが特徴的である。
百合作品を発表するきっかけはアンパンマンである。メロンパンナとロールパンナの姉妹愛に魅力を感じ、百合作品を発表するようになった。
夫婦や主従、年の差ペアなど、ユニークな関係性の作品を発表している。近年は、年上のお姉さんと幼い女の子の関係「おねロリ」作品を多く発表している。
作品を描くときのこだわりは、「ときめき」や「フェチズム」を持つことだと語っている。
著者近影やTwitterのアイコンなどで使用している黄色いうさぎは、高校生の頃に作った「田所さん」というキャラクターであり、自画像ではない。田所さんの身長は2m10cmである。
犬を飼っている。名前は「毛玉」。趣味は犬の散歩。犬の耳朶を触るのが好き。
『月が綺麗ですね』に登場する獣耳のキャラクターは犬をモチーフにしている。

## 作品リスト

### 漫画作品
- 凡例
  - 〈種〉連載か読切かで2種に大別。

|  | 連載作品 |  | 読切作品 |

|    | 作品名                                                                           | 種   | 発行               | 掲載                                               | 収録                                                    | 注記      |
| -- | -------------------------------------------------------------------------------- | ---- | ------------------ | -------------------------------------------------- | ------------------------------------------------------- | --------- |
| 1  | でりしゃすガールズ！                                                             | 連載 | 芳文社             | まんがタイムスペシャル 2012年10月号 - 2012年12月号 | 未                                                      | [ 注 1 ]  |
| 2  | 先生のすみか                                                                     | 連載 | 芳文社             | まんがタイムスペシャル 2013年2月号 - 2015年2月号   | 未                                                      | [ 注 2 ]  |
| 3  | 春のメヌエット                                                                   | 読切 | 新書館             | ピュア百合アンソロジー ひらり、 vol.13             | ピュア百合アンソロジー ひらり、 vol.13                  | [ 注 3 ]  |
| 4  | 白百合とハルジオン                                                               | 読切 | 新書館             | ひらり、別冊 部活女子アンソロジーほうかご！ 2      | ひらり、別冊 部活女子アンソロジーほうかご！ 2           | [ 注 4 ]  |
| 5  | 小百合さんの妹は天使                                                             | 連載 | KADOKAWA           | 月刊コミックフラッパー 2014年8月号 - 2016年7月号   | —                                                       |           |
| 6  | 神様の棲む森                                                                     | 読切 | 新書館             | ピュア百合アンソロジー ひらり、 vol.14             | ピュア百合アンソロジー ひらり、 vol.14                  | [ 注 4 ]  |
| 7  | 花田家のふしぎ三姉妹                                                             | 読切 | 竹書房             | まんがくらぶ 2014年09月号                          | 未                                                      |           |
| 8  | 月が綺麗ですね                                                                   | 連載 | 一迅社             | コミック百合姫 2015年9月号 - 2020年1月号           | —                                                       |           |
| 9  | まちのまんが道                                                                   | 読切 | KADOKAWA           | N/A                                                | くまみこ 公式アンソロジー                               | [ 注 5 ]  |
| 10 | ご主人様と獣耳の少女メル                                                         | 連載 | KADOKAWA           | @vitamin 2016年6月13日 - 2018年3月23日             | —                                                       |           |
| 11 | うさぎのベルとオオカミさん                                                       | 読切 | KADOKAWA           | N/A                                                | エクレア あなたに響く百合アンソロジー                   |           |
| 12 | メイドラゴン本の新刊ください                                                     | 読切 | 双葉社             | N/A                                                | 小林さんちのメイドラゴン公式アンソロジー 1              | [ 注 6 ]  |
| 13 | ことりとブラシェール                                                             | 読切 | KADOKAWA           | N/A                                                | エクレア blanche あなたに響く百合アンソロジー           | [ 注 7 ]  |
| 14 | アリアのたまご                                                                   | 読切 | 一迅社             | N/A                                                | パルフェ おねロリ百合アンソロジー                       | [ 注 8 ]  |
| 15 | コンプレックスは終わらない                                                       | 読切 | KADOKAWA           | N/A                                                | エクレア bleue あなたに響く百合アンソロジー             | [ 注 8 ]  |
| 16 | メイドラゴン本の新刊原稿！                                                       | 読切 | 双葉社             | N/A                                                | 小林さんちのメイドラゴン公式アンソロジー 3              |           |
| 17 | 姉妹百合、年の差百合、ファンタジー百合                                           | 読切 | KADOKAWA           | N/A                                                | 百合ドリル                                              |           |
| 18 | 姉の秘密                                                                         | 読切 | 一迅社             | N/A                                                | パルフェ2 おねロリ百合アンソロジー                      | [ 注 8 ]  |
| 19 | 乙女の囀りと目覚め                                                               | 読切 | KADOKAWA           | N/A                                                | エクレア rouge あなたに響く百合アンソロジー             |           |
| 20 | ミーシャのお裁縫                                                                 | 読切 | 双葉社             | N/A                                                | うちのメイドがウザすぎる！ 公式アンソロジー             | [ 注 9 ]  |
| 21 | 先輩たちとあそぼう！                                                             | 読切 | KADOKAWA           | N/A                                                | やがて君になる 公式アンソロジーコミック                 | [ 注 10 ] |
| 22 | いけないとわかっているけど…な百合、 となりのお姉さんとなにかする百合、未来の百合 | 読切 | KADOKAWA           | N/A                                                | 百合ドリル 難問編                                       |           |
| 23 | 同棲百合                                                                         | 読切 | KADOKAWA           | N/A                                                | 百合ドリル 応用編                                       |           |
| 24 | アリスお姉さんは心配です                                                         | 読切 | KADOKAWA           | N/A                                                | バニラ Vanilla 人外×人外百合アンソロジー                | [ 注 8 ]  |
| 25 | おとなの初恋                                                                     | 読切 | 双葉社             | N/A                                                | シロップ 社会人百合アンソロジー                         | [ 注 11 ] |
| 26 | 鬼さんとごはん                                                                   | 読切 | 一迅社             | N/A                                                | パルフェ3 おねロリ百合アンソロジー                      |           |
| 27 | ひだりの足枷                                                                     | 読切 | 双葉社             | N/A                                                | シロップ SECRET 禁断×百合アンソロジー                   | [ 注 12 ] |
| 28 | いなりの結婚                                                                     | 読切 | 双葉社             | N/A                                                | シロップ NIGHT 初夜百合アンソロジー                     | [ 注 11 ] |
| 29 | イヴの約束                                                                       | 読切 | KADOKAWA           | N/A                                                | エクレア orange あなたに響く百合アンソロジー            |           |
| 30 | おねロリ百合                                                                     | 読切 | KADOKAWA           | N/A                                                | 百合ドリル 自由研究編                                   |           |
| 31 | 妹を飼う                                                                         | 読切 | KADOKAWA           | N/A                                                | 主従百合アンソロジー Rhodanthe                          |           |
| 32 | ほまれの姫君                                                                     | 読切 | 双葉社             | N/A                                                | シロップ HONEY 初夜百合アンソロジー                     |           |
| 33 | 自由への逃亡                                                                     | 読切 | 一迅社             | N/A                                                | ストロベリーパルフェ おねロリ百合アンソロジー           |           |
| 34 | ツムグの魔法                                                                     | 読切 | 双葉社             | N/A                                                | シロップ PURE おねロリ百合アンソロジー                  |           |
| 35 | 生徒会閑談                                                                       | 読切 | KADOKAWA           | N/A                                                | おっぱい百合アンソロジー                                |           |
| 36 | 異世界花街御伽噺                                                                 | 読切 | TOブックス         | N/A                                                | Laurus（ラウルス） 異世界偏愛コミックアンソロジー Vol.3 |           |
| 37 | ましろちゃんの未来の恋人                                                         | 読切 | 一迅社             | N/A                                                | アップルパルフェ おねロリ百合アンソロジー               |           |
| 38 | ファフニールとゲームを作ろう！                                                   | 読切 | 双葉社             | N/A                                                | 小林さんちのメイドラゴン公式アンソロジー All Stars!     | [ 注 6 ]  |
| 39 | 日向ちゃんと先生                                                                 | 読切 | フェチズムポケット | N/A                                                | Flower of happiness                                     | [ 注 13 ] |
| 40 | いなりの結婚                                                                     | 連載 | 双葉社             | webアクション 2023年4月14日 - 連載中               | —                                                       |           |
| 41 | 料理研究部へようこそ                                                             | 読切 | 一迅社             | N/A                                                | ささやくように恋を唄う 公式コミックアンソロジー         | [ 注 14 ] |
| 42 | 世界一かわいいわたしが欲しいもの！                                               | 読切 | KADOKAWA           | N/A                                                | おっぱい百合アンソロジー 2                              |           |
| 43 | やさしい針                                                                       | 読切 | 一迅社             | N/A                                                | 幼なじみが絶対に結ばれる百合アンソロジー                |           |

### 書籍
- 『小百合さんの妹は天使』、KADOKAWA〈MFコミックス フラッパーシリーズ〉2015年 - 2016年、全4巻
- 『屋上の百合霊さん SIDE A もうひとつのユリトピア』、新書館〈ひらり、コミックス〉2015年、全1巻、全編描き下ろし
- 『月が綺麗ですね』、一迅社〈百合姫コミックス〉2016年 - 2019年、全6巻
- 『合法百合夫婦本』、一迅社〈百合姫コミックス〉2016年、全1巻、初出は同人誌、♭第4話は描き下ろし
- 『チヨちゃんの嫁入り』、一迅社〈百合姫コミックス〉2016年、全1巻、初出は同人誌
- 『ご主人様と獣耳の少女メル』、KADOKAWA〈電撃コミックNEXT〉2017年 - 2018年、全3巻

### その他
- キリング・ミー！ 1（コミックス、2018年）イラスト寄稿
- 私に天使が舞い降りた! 5 特装版（コミックス、2019年）イラスト寄稿
- ゆるゆり10周年記念本 ゆるゆりX（コミックス、2019年）イラスト寄稿
- 小林さんちのメイドラゴン オフィシャルパロディ本『～もしも、一緒の青春だったら～』（2020年）コミックマーケット98の中止を受けて、Web販売が行われた[33]